# Pat Harrington, Sr.

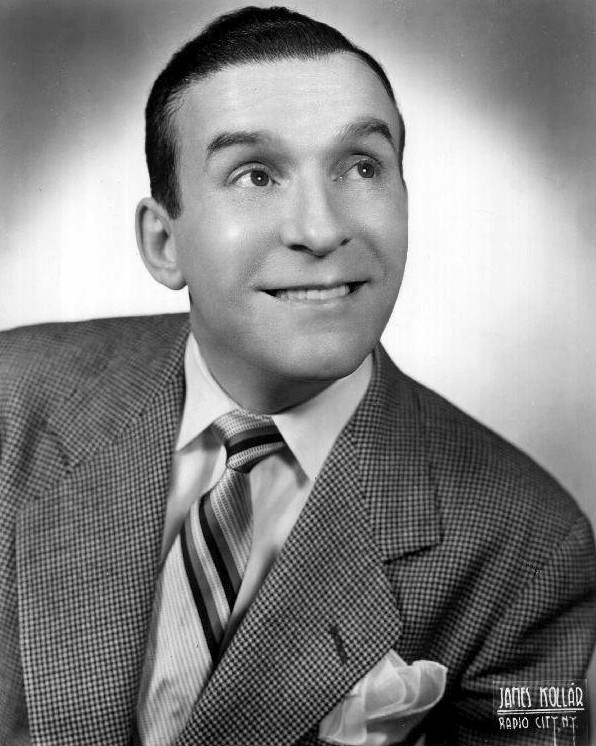
Pat Harrington, Sr.

Daniel Patrick "Pat" Harrington, Sr, född 6 februari 1901 i Montréal i Québec, död 2 september 1965, var en kanadensisk skådespelare.
Han gjorde sin dedut på Broadway i musikalen Panama Hattie 1940.
Han var far till den amerikanska skådespelaren Pat Harrington Jr.